# 10377 Kilimanjaro
10377 Kilimanjaro este un asteroid din centura principală de asteroizi.

## Descriere
10377 Kilimanjaro este un asteroid din centura principală de asteroizi. A fost descoperit pe 14 iulie 1996 la Observatorul La Silla de Eric Walter Elst. Asteroidul prezintă o orbită caracterizată de o semiaxă mare de 3,23 ua, o excentricitate de 0,16 și o înclinație de 1,9° în raport cu ecliptica.